# Makói-csárdás
A Makói-csárdás kottája Travnyik János szerzeménye, először 1849-ben vagy 1851-ben látott napvilágot; a makói népdal később a klasszikus zene ihletőjévé vált.
Willmers Rudolf zongorista, Johann Nepomuk Hummel tanítványa játszotta először a művet 1850. december 17-én, Pesten. A népdalt kétszer is kiadták: Wagner József gondozásában a zongorára átíró nevének kezdőbetűjével (zongorára T. J.-től), valamint Treichlinger József kiadásában, az átíró zeneszerző nevének megemlítése nélkül. Első dallama – Prussziának királya – az egyik legkorábbi magyar történeti dallam változata, a második – Nem vagyok én senkinek sem adósa – pedig egy régies magyar népdal, amelyet a 18. század óta sokféleképpen jegyeztek fel. Ez utóbbit később Kodály Zoltán is feldolgozta a Kállai kettősben.
Johannes Brahms német zeneszerző is felfigyelt a Makói-csárdásra, annak dallama ihletül szolgált a Magyar táncok kilencedik darabjához, a csárdásnak a gyors (első és második) részét dolgozta fel. Az Allgemeine Musikalische Zeitung 1874-ben leközölte az első tíz tánc forrását; a népdal zongoraátirata a kilencedik helyen szerepelt a listán Travnyik J.: Makói-csárdás címmel. A Brahms által felhasznált két szám – Ne búsulj és a Rózsám, kincsem – megtalálható Füredi Mihály és Bognár Ignác 100 magyar népdal című művében.